# Formica nortonii
Formica nortonii é uma espécie de formiga do gênero Formica, pertencente à subfamília Formicinae.